# Garbek
Garbek is een plaats in het Poolse district  Człuchowski, woiwodschap Pommeren. De plaats maakt deel uit van de gemeente Przechlewo en telt 100 inwoners.